# Баррера Тышка, Альберто
Альберто Хосе Баррера Тышка (исп. Alberto José Barrera Tyszka, 18 февраля 1960, Каракас) — венесуэльский писатель, журналист, сценарист.

## Биография
Закончил Центральный университет Венесуэлы, где теперь преподает журналистику. Начинал как поэт. Ведет воскресную колонку в популярной венесуэльской газете El Nacional, сотрудничает с мексиканским журналом Letras Libres, публикуется в газете El País и др. Автор многочисленных телероманов, по которым поставлены сериалы в Венесуэле, Аргентине, Колумбии, Мексике, Испании. Автор первой биографии Уго Чавеса.

## Произведения

### Стихи
- Amor que por demás. 1985
- Coyote de ventanas. Monte Ávila Editores, 1993
- Tal vez el frío. Pequeña Venecia, 2000
- Тревога, собрание стихотворений 1985—2012/ La inquietud. Poesía reunida (1985—2012). Lugar Común, 2013

### Новеллы
- Подарочное издание/ Edición de lujo. Fundarte, 1990
- Псы/ Perros. Camelia Ediciones, 2006
- Crímenes. Barcelona: Anagrama, 2009

### Романы
- También el corazón es un descuido. México: Plaza & Janés, 2001
- Болезнь/ La enfermedad. Barcelona: Anagrama, 2006 (англ. и фр. пер. 2010, голл. пер. 2013; премия Эрральде, короткий список премии «Индепендент» за переводную прозу)
- Rating. Barcelona: Anagrama, 2011

### Журналистика
- Hugo Chávez sin uniforme: una historia personal. Madrid: Debate, 2005 (в соавторстве; итал. и англ. пер. 2007)

## Издания на русском языке
- Кристина Маркано, Альберто Баррера Тышка. Уго Чавес. История одной личности. СПб.: Амфора, 2009